# Ерве Бюньє
Ерве Бюньє (фр. Hervé Bugnet, нар. 24 серпня 1981, Сент-Фуа-ла-Гранд) — французький футболіст, що грав на позиції нападника.

## Ігрова кар'єра
Вихованець академії «Бордо». Він виграв юнацький чемпіонат Франції U17 у 1998 році, забивши у фіналі три голи в грі проти «Сошо» (4:2). З 2000 року став підпускатись до матчів першої команди і дебютував у вищому дивізіоні, втім основним гравцем не став, тому здавався в оренди в клуби другого французького дивізіону «Мартіг», «Шатору» та «Гавр».
Повернувшись влітку 2004 року до «Бордо», Бюньє до кінця року зіграв ще 6 ігор у Лізі 1, які стали для нього останніми в еліті. Так і не ставши основним гравцем, на початку 2005 року перейшов у «Монпельє», з другого дивізіону країни, де відіграв півтора року, після чого сезон 2006/07 грав у іншому клубі Ліги 2 «Діжон».
Влітку 2007 року Ерве став гравцем іспанської «Лусени», що грала у Сегунді Б, третьому за рівнем дивізіоні країни, втім вже незабаром повернувся на батьківщину і став грати за «Ніор».
2008 року уклав контракт з клубом «Евіан», у складі якого пройшов шлях від третього до вищого дивізіону Франції, втім у Лізі 1 так жодної гри і не зіграв, натомість першу половину 201 року грав на правах оренди за «Канн».
У липні 2013 року він приєднався до аматорського клубу «Стаде Борделаз», де був граючим тренером до 2015 року.

## Виступи за збірні
У 2000 році Бюньє у складі збірної Франції до 18 років виграв юнацький чемпіонат Європи у Німеччині, забивши єдиний гол у фінальній грі проти України (1:0).
Залучався до складу молодіжної збірної Франції до 20 років. У її складі був учасником молодіжного чемпіонату світу 2001 року в Аргентині, де він забив два голи на груповому етапі, а французи дійшли до чвертьфіналу.

## Титули і досягнення
- Юнацький чемпіон Європи (U-18): 2000